# Walter Devereux (Ritter, 1411)
Sir Walter Devereux (* 1411; † 22. oder 23. April 1459) war ein englischer Ritter und Politiker. Von 1449 bis 1451 diente er als Lordkanzler von Irland. Zu Beginn der Rosenkriege war er ein wichtiger Unterstützer des Hauses York in den Welsh Marches.

## Herkunft
Devereux entstammte einer alten anglonormannischen Familie der Gentry aus Herefordshire. Er war der Sohn und Erbe seines gleichnamigen Vaters Walter Devereux (c.1387-1420) und ein Enkel des gleichnamigen Großvaters Walter Devereux. Nach dem Tod seines Vaters 1420 wurde er unter anderem Erbe von Weobley und Bodenham. Nach dem Tod seines Schwiegervaters John Merbury 1438 erbte seine Frau dessen umfangreichen Grundbesitz, die die Erbin der Güter der Familien Crophill und Merbury wurde. Neben Gütern in Herefordshire umfasste das Erbe vor allem Ländereien in Leicestershire, Lincolnshire und Nottinghamshire.

## Leben
Als Vasall von Richard von York nahm Devereux in der Endphase des Hundertjährigen Kriegs 1441 am Feldzug von York in die Normandie teil, wo er mehrere Kommandos innehatte und vor 1442 zum Ritter geschlagen wurde. In den 1440er Jahren stieg er zu einem von Yorks Vertrauten und Ratgebern auf und wurde schließlich der Verwalter von dessen ausgedehnten Besitzungen in Wales. Ab 1428 wurde Devereux wiederholt als Knight of the Shire für Herefordshire in das Parlament gewählt und 1447 diente er als Sheriff des Countys. Als einer der führenden Landadligen aus Herefordshire unterstützte er ab 1450 den Widerstand von York gegen die schwache Regierung von König Heinrich VI. Dabei versuchte er, den Einfluss von York in Herefordshire zu stärken. Dafür wurde er des Verrats beschuldigt und angeklagt, jedoch 1452 begnadigt. Zu Beginn der Rosenkriege führte er im August 1456 zusammen mit seinem Schwiegersohn William Herbert eine 2000 Mann starke Streitmacht nach Westwales, um diese Region unter die Kontrolle des Hauses York zu bringen. Dabei eroberten sie Carmarthen Castle, wo Edmund Tudor, ein Halbbruder des Königs, in ihre Gefangenschaft geriet, und anschließend Aberystwyth Castle. Nachdem die Anhänger des Königs jedoch wieder die Oberhand gewinnen konnten, musste sich Devereux 1457 in Hereford vor Gericht für seinen Feldzug nach Wales verantworten. Er wurde verhaftet und zeitweise im Tower of London gefangen gehalten, ehe er begnadigt wurde. 

## Familie und Nachkommen
Devereux hatte Elizabeth Merbury († 1438) geheiratet, die älteste Tochter und Erbin des reichen Grundbesitzers John Merbury aus Herefordshire. Mit ihr hatte er mehrere Kinder, darunter:
- Walter Devereux, 1. Baron Ferrers of Chartley (um 1432–1485)
- Anne ⚭ William Herbert, 1. Earl of Pembroke

Sein Erbe wurde sein gleichnamiger Sohn Walter.